# 七篠トリコ
七篠 トリコ（ななしの トリコ）は日本の女性シナリオライター。元ニトロプラス所属。

## 参加作品
- アニメ『翠星のガルガンティア』
- ドラマCD『伏 銀華と氷刃の猟奇録』
- 特撮『仮面ライダー鎧武/ガイム』(全47話中1話を、虚淵玄と共同で執筆)